# Whitney Port
Whitney Eve Port, född 4 mars 1985, är mest känd för MTV:s reality-serie The Hills med Lauren Conrad, Audrina Patridge och Heidi Montag, och sin egen serie, The City. Hon är före detta medarbetare på Teen Vogue.

## Biografi
Port är född och uppvuxen i Los Angeles, Kalifornien. Hon är dotter till Jeffery och Vicki Lyn Port. Hon har tre systrar, Paige, Jade och Ashley och en bror, Ryan. Hennes far äger modeföretaget Swarm.
Port har gått på Warner Elementary School och på Crossroads School. År 2007 tog hon examen från University of Southern California (USC).
Innan hon började arbeta för Teen Vogue var hon praktikant på Women's Wear Daily under två somrar. Hon var även praktikant på W Magazine under tre somrar. Under 2005-2006 var hon tillsammans med Lauren Conrad praktikant för Teen Vogue. Senare sökte hon anställning hos Teen Vogue som medarbetare och anställdes av Teen Vogue i Los Angeles.
År 2007 lämnade Port Teen Vogue för People's Revolution, en PR-firma involverad i modevärlden som ägs av Kelly Cutrone. 2008 slutade hon på People's Revolution och började arbeta för Diane von Fürstenberg (DVF). Hon flyttade samtidigt från Los Angeles till New York och fick den egna realityserien The City. År 2009 slutade hon dock på DVF och gick tillbaka till People's Revolution samtidigt som hon arbetar med egna klädmärket Whitney Eve.

## Filmografi

### Television
- 2006-2008 - The Hills - Sig själv - Reality TV, 4 Säsonger
- 2008-2010 - The City - Sig själv - Reality TV, 2 Säsonger